# Gijang-eup
Gijang-eup (koreanska: 기장읍) är en köping och centralort i landskommunen Gijang-gun i provinsen Busan, i den sydöstra delen av Sydkorea, 300 km sydost om huvudstaden Seoul.